# Stumpffia hara
Stumpffia hara es una especie de anfibio anuro de la familia Microhylidae. Esta especie es endémica de la pequeña isla de Nosy Hara al norte de Madagascar. Habita en zonas de bosque y en cuevas kársticas. Se cree que sus renacuajos se desarrollan en nidos de espuma hechos en el suelo como otras especies de su género.
Se encuentra en peligro crítico de extinción debido a su extremadamente reducida área de distribución que la hace muy vulnerable a cualquier tipo de impacto. El incremento del turismo en la isla ha perjudicado los hábitats de esta especie.

## Publicación original
- Köhler, J., M. Vences, N. D'Cruze, and F. Glaw. 2010. Giant dwarfs: discovery of a radiation of large-bodied ‘stump-toed frogs’ from karstic cave environments of northern Madagascar. Journal of Zoology. London 282: 21–38.